# Sound Theories
Albums de Steve Vai
G3 Live in Tokyo
(2005) Where the Wild Things Are
(2009)
Sound Theories vol. I & II est un double-CD live du guitariste américain Steve Vai sorti le 26 juin 2007. Il a été enregistré avec la participation du Metropole Orchestra aux Pays-Bas durant les années 2004-2005.

## L'album
Le premier CD, dans lequel Steve Vai joue avec l'orchestre, a été salué par de nombreux artistes mondiaux comme Mike Keneally, Terry Bozzio, Tony Bennett, Natalie Cole, Nancy Wilson et les Yellowjackets[réf. nécessaire]. Ce mélange entre guitare électrique et orchestre symphonique donne un nouvel univers aux morceaux de Steve Vai, dont For the Love of God, Liberty, The Murder et The Attitude Song, parmi d'autres.
Le second CD est un œuvre orchestrale où l'orchestre joue des morceaux seulement composés par Steve Vai et où la guitare électrique n'est pas mise en avant (elle est présente dans certains morceaux, jouée par le guitariste du Metropole Orchestra, Peter Tehuys) dont Shadows and Sparks et Bledsoe Bluvd.
Pour citer Vai, « J'ai toujours voulu être un compositeur depuis que je suis enfant. Bien que je me sois passionné pour la guitare et que mes doigts restaient collés à l'instrument, j'ai étudié la notation musicale ainsi que la composition bien avant que je commence la guitare. Pendant le lycée et les études j'ai continué mes études mais l'idée qu'un jour vous puissiez voir votre musique jouées par un orchestre quand vous êtes seulement considéré comme un guitariste électrique rock 'shreddeur' vous semble virtuellement impossible. Être capable d'entendre cette performance orchestrale est le plus grand cadeau qu'un compositeur peut espérer. C'était un rêve pour moi. ».[réf. nécessaire]

## Liste des titres
Tous les titres sont composés par Steve Vai.

### Premier disque - Sound Theories Vol 1: "The Aching Hunger"
1. Kill the Guy with the Ball - 4:30
2. The God Eaters - 2:09
3. The Murder Prologue - 1:09
4. The Murder - 7:56
5. Gentle Ways - 5:48
6. Answers - 5:44
7. I'm Becoming - 2:20
8. Salamanders in the Sun - 5:05
9. Liberty - 2:06
10. The Attitude Song - 4:37
11. For the Love of God - 9:35

### Second disque - Sound Theories Vol 2: "Shadows and Sparks"
1. Shadows and… - 8:41
2. Sparks - 9:27
3. Frangelica Pt 1 - 3:04
4. Frangelica Pt. 2 - 10:30
5. Helios and Vesta - 8:19
6. Bledsoe Bluvd. - 10:08

## DVD
Un DVD de la tournée 'Sound Theories' a été sorti sous le label Epic/Sony le 18 septembre 2007. Ce DVD contient un enregistrement live du concert de la tournée 'Aching Hunger' avec le Metropole Orchestra en juillet 2005.
Avec une durée totale avoisinant les 2 heures, le DVD contient 14 morceaux stéréo et 5.1 :
1. Kill The Guy With the Ball
2. The god Eaters
3. The Murder Prologue
4. The Murder
5. Answers
6. Lotus Feet
7. I'm Becoming
8. Salamanders in the Sun
9. The Attitude Song
10. Gentle Ways
11. Liberty
12. For the Love of God
13. Shadows and Sparks
14. Frangelica Pt. I & II